# Val Badia
Pour les articles homonymes, voir Badia (homonymie).
Le val Badia (en allemand : Gadertal ; en ladin : La Gran Ega, la grande eau) est une vallée des Dolomites dans le Tyrol du Sud (Italie) traversée par le ruisseau Gadera.

## Toponymie

Vue de la Piza Scotoni et de la Piza Fanes dans le val Badia.

Le nom de la vallée en ladin et en italien est Badia. L'origine du nom provient de la grande influence administrative de Castel Badia sur la vallée au Moyen Âge. Le nom du château provient du fait qu'en 1020, Volkhold von Lurngau le transforma en abbaye (badia) et le donna aux religieuses bénédictines,. Le nom allemand (Gadertal) provient du Rio Gadera, le principal fleuve de la vallée.

## Géographie
Le val Badia s'étend de San Lorenzo di Sebato dans le val Pusteria au nord au col de Campolongo au sud, qui le sépare du val Cordevole. Des vallées secondaires permettent de rejoindre le col Gardena et le passo delle Erbe à l'ouest et le col de Valparola à l'est.
La vallée est communément divisée en deux parties : l'Alta val Badia (Corvara et Badia) et la Bassa val Badia (La Valle, San Martino et Marebbe) qui se rejoignent entre elles à Punt de fer (à peu près à la frontière entre la commune de La Valle et celle de Badia).

### Communes et hameaux du val Badia
Le premier nom est italien, le second est ladin, le troisième est allemand, le cas échéant.
- San Martino in Badia (San Martin de Tor - St.Martin in Thurn)
  - Longiarù (Lungiarü - Campill)
  - Antermoia (Antermöia - Untermoi)
- La Valle (La Val - Wengen)
  - Pederoa (Pidrô)
- Corvara in Badia (Corvara - Kurfar)
  - Colfosco (Calfosch - Kolfuschg)
- Badia (Abtei)
  - Pedraces (Pedratsches)
  - San Leonardo
  - La Villa (La Ila - Stern)
  - San Cassiano (S. Ciascian - St. Kassian)
- Marebbe (Enneberg)
  - San Vigilio di Marebbe (Al Plan de Mareo)
  - Pieve di Marebbe (La Pli de Mareo - Enneberg-Pfarre)
  - Rina (Rina - Welschellen)

## Accès
L'accès principal au val Badia se fait par l'ancienne route nationale 244, qui part de San Lorenzo di Sebato et passe par le col de Campolongo pour atteindre la Vénétie jusqu'à Arabba, en suivant le cours du ruisseau Gadera dans la vallée. Au nord, l'entrée de la SS 244 se trouve sur la SS 49 du val Pusteria, à l'ouest du village de San Lorenzo di Sebato.
En outre, il est possible d'y accéder par différents cols :
- passo delle Erbe depuis le val di Funes sur la SP 29 ;
- col Gardena depuis le val Gardena sur la SS 243 ;
- col de Valparola du col de Falzarego sur la SP 24 (province de Belluno) puis la SP 37 (province de Bolzano) ;
- col Furcia depuis le val Pusteria sur la SP 43.

## Aspects socio-linguistiques
C'est une vallée de langue ladine. La vallée est transversale au val Pusteria et débouche sur la vallée de la Rienza à San Lorenzo di Sebato/St. Lorenzen. La haute vallée est un lieu majeur de sports d'hiver du massif des Dolomites.